# 二童敵討
二童敵討（にどうてきうち、沖縄語：ニドーティチウチ）は、玉城朝薫によって創作された組踊の一つである。
1719年、琉球王国の尚敬王冊封の際、中国からの冊封使節を歓迎する祝宴にて初演された。玉城朝薫の「朝薫五番」に含まれる代表的な作品であり、義と仇討ちを主題とする組踊として知られている。組踊という芸能様式の最初の作品とされている。
別名『護佐丸敵討（ごさまるてきうち）』とも呼ばれる。

## あらすじ
天下を狙う野望に燃える勝連按司阿麻和利は、首里王府に讒言を送り、政敵である中城按司護佐丸を謀略により滅ぼす。その際、護佐丸の子どもたちも討たれたとされていたが、鶴松と亀千代の兄弟は密かに落ち延び、生き延びていた。
二人は母のもとで成長し、父の仇・阿麻和利への復讐の機会をうかがっていた。ある日、阿麻和利が野外で酒宴を催すと聞いた二人は、踊り子に変装してその宴に近づく。踊りを披露した二人に気を良くした阿麻和利は、自らの太刀や大団扇や羽織を褒美として与える。無防備となった阿麻和利に対し、兄弟はすかさず討ち入り、見事に父の仇討ちを果たす。

## 評価
『二童敵討』は、今日でも仇討ち物の傑作として高く評価され、たびたび上演されている。組踊の中でも特に物語性と舞踊性の両面が際立つ作品として、多くの伝統芸能研究者や実演家によって重視されている。